# Liste des évêques du Tchad
Liste des évêques du Tchad par diocèse et par date.

## Archidiocèse de Ndjamena
Voir aussi : Archidiocèse de Ndjamena et article détaillé: Liste des évêques et archevêques de N'Djaména

## Diocèse de Doba
Voir aussi : Diocèse de Doba et article détaillé: Liste des évêques de Doba

## Diocèse de Goré
Voir aussi : Diocèse de Goré et article détaillé: Liste des évêques de Goré

## Diocèse de Laï
Voir aussi : Diocèse de Laï et article détaillé: Liste des évêques de Laï

## Diocèse de Moundou
Voir aussi : Diocèse de Moundou et article détaillé: Liste des évêques de Moundou

## Diocèse de Pala
Voir aussi : Diocèse de Pala et article détaillé : Liste des évêques de Pala

## Diocèse de Sarh
Voir aussi : Diocèse de Sarh et article détaillé : Liste des évêques de Sarh

## Vicariat apostolique de Mongo
Voir aussi : Vicariat apostolique de Mongo et article détaillé: Liste des vicaires apostoliques de Mongo